# 公義者雅各
公義者雅各（英語：Saint James the Just，？—62年），又被稱為正直的雅各（James the Righteous）、耶路撒冷的雅各（英語：James of Jerusalem）、主的兄弟雅各、小雅各 （希臘語：Iάκωβος ο Αδελφόθεος），是早期基督教會歷史中很重要的人物，在耶穌死後，繼承耶穌，繼續領導他的門徒，被認為是耶路撒冷教會建立的重要推手，第一任耶路撒冷主教。但是，現今歷史學家對他的認識不多，只有少數文獻記載他的事蹟。
根據《聖經》以及宗教相關的文獻，他被認為是耶穌基督的胞弟。但是不同教會傳統對此有不同的說法。有人認為他即是《馬可福音》中的小雅各，十二使徒中的使徒雅各，或是《約翰福音》中那位耶穌所愛的門徒。《新約聖經》中的《雅各書》在基督教传统中被認為是他所作。

## 名稱
雅各以嚴格遵守犹太教律法而聞名，甚至連非基督徒的一般猶太人都認為他是公義與虔敬的象徵，因此他被稱為公義者。早期教會用這種方式來區分他與其他同名者，如西庇太的兒子雅各。
在《加拉太書》，使徒保羅稱他為主的兄弟雅各（希臘語：Iάκωβος ο Αδελφόθεος， Yacoabos Adelphotheos，英語：或，又譯為雅各，神的兄弟)，是使徒之一。《猶太古史》稱他是耶穌的兄弟，雅各。

## 與耶穌的關係
雅各跟耶穌之間的關係，有很多不同的傳說。
根據《馬可福音》與《馬太福音》，有些早期教父，如革利免、俄利根，認為他與耶穌同是聖母瑪利亞的兒子，是耶穌最大的弟弟。
外典《雅各福音書》主張雅各是聖若瑟的前妻所生，是耶穌的同父異母兄，非由聖母瑪利亞所生，這個觀點被希臘東正教會接受。但由於馬可福音6章3節清楚寫明耶穌是馬利亞的兒子雅各 、約西、猶大、西門的長兄，因此傳統基督教會並不認同同父異母之說。
耶柔米相信聖母瑪利亞是童貞無瑕的，同意《雅各福音書》的說法，但主張雅各是耶穌的表兄弟，或是堂兄弟，並不是同父所生。而且認為他與亞勒腓的兒子雅各是同一個人，也就是小雅各。這個說法被天主教會所接受。
有些記載則指出雅各跟耶穌沒有任何的血緣關係，只有精神上及信仰上的關連。
學者詹姆斯·塔波（James Tabor）認為，亞勒腓的兒子雅各、公義者雅各、小雅各，三者都是同一個人的不同名稱，也就是耶穌的兄弟雅各。亞勒腓，是希伯來文名字革羅罷（Chalaph）的希臘文譯名。耶穌父親—約瑟的兄弟，也叫革羅罷。根據猶太習俗，在約瑟死後，他的兄弟應該娶他的妻子瑪利亞為妻。因此，雅各與西門，可能是耶穌的同母異父兄弟。

## 生平
根據新約記載，在耶穌開始傳教時，雅各在他的門徒中似乎沒有特別的地位，雅各跟他的兄弟們也不相信耶穌。耶穌上十字架受刑時，傳說指出雅各也在現場觀看，目擊耶穌的死亡，可能是讓他決心追隨耶穌的關鍵。
耶穌死後，曾經向眾使徒及雅各顯現，使雅各確信耶穌就是彌賽亞。此後，雅各擔負起責任，領導耶穌的信徒。他與耶穌的門徒彼得、約翰，被認為是教會的三大柱石，雅各的位階可能高於彼得與約翰。雅各使用神的僕人來稱呼自己，這個稱號原本是冠在摩西身上，這也顯示他在教會及信徒中的地位。
保羅歸信耶穌之後，曾經到耶路撒冷教會尋求諒解，並請求加入教會。彼得與公義者雅各的支持，說服了其他的反對者，使耶路撒冷教會同意讓保羅加入，並負責向外邦人傳教。雅各跟彼得都遵循傳統的猶太教律法，主張猶太基督徒應該遵守舊約律法，這與保羅的主張不同，造成教會內部的爭論與矛盾，但雅各、彼得與保羅皆同意，外邦人只需要接受最低限度的猶太律法。
1. 保羅主張向外邦人傳教，雅各跟彼得主張以猶太人優先。
2. 雅各與彼得主張基督徒應遵守舊約律法，接受割禮，保羅主張基督徒不用守舊約律法，也不用行割禮[14]。
3. 雅各與彼得重視禁食禱告，主張遵守猶太虔信派的素食傳統，但保羅強調信心重於行為，認為不必嚴格遵守，才能把福音傳給更多人。

雅各、彼得與其他使徒都遵循猶太人的習俗，娶妻建立家庭，與保持獨身的保羅不同。
西元62年，耶路撒冷大祭司小亞那（即上一任大祭司亞那的兒子）召集猶太公會，審問雅各，以違反猶太律法為理由，以亂石砸死之刑，判處雅各，之後又將他從聖殿樓上丟下，年老的雅各當場死亡。在雅各死後，耶路撒冷教會，由他的兄弟西門繼承。

## 考古發現
2002年10月21日，美國《聖經考古評論》的主編赫舍·山克斯（Hershel Shanks）召開記者會，宣布發現在耶路撒冷出土的一具石棺上，用亞拉姆文刻著「雅各，約瑟之子，耶穌之弟」。這個可能即是公義者雅各的石棺，引起考古界的重視。以色列文物局認為這個石棺上的刻文曾遭到變造，可能是偽造的，但也有學者持反對的看法。